# Герцог Сесса

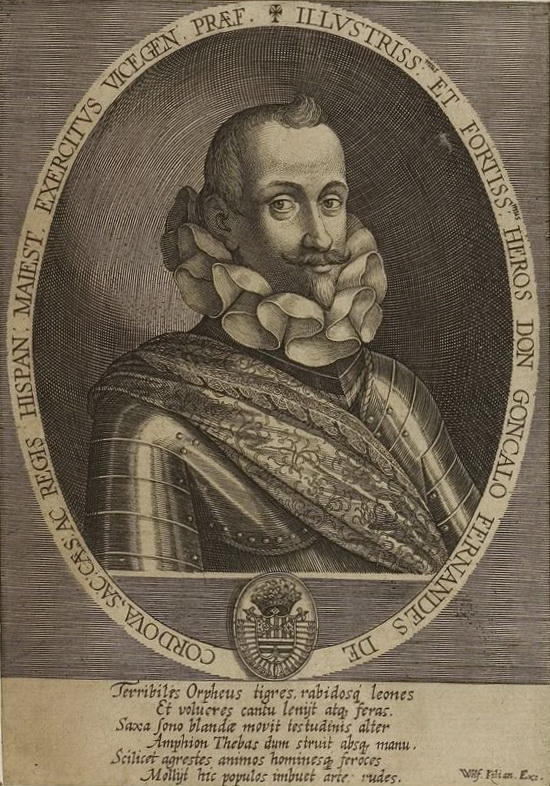
Гонсало II Фернандес де Кордова (1520—1578), 3-й герцог де Сесса, губернатор Миланского герцогства (1558—1560, 1563—1564)

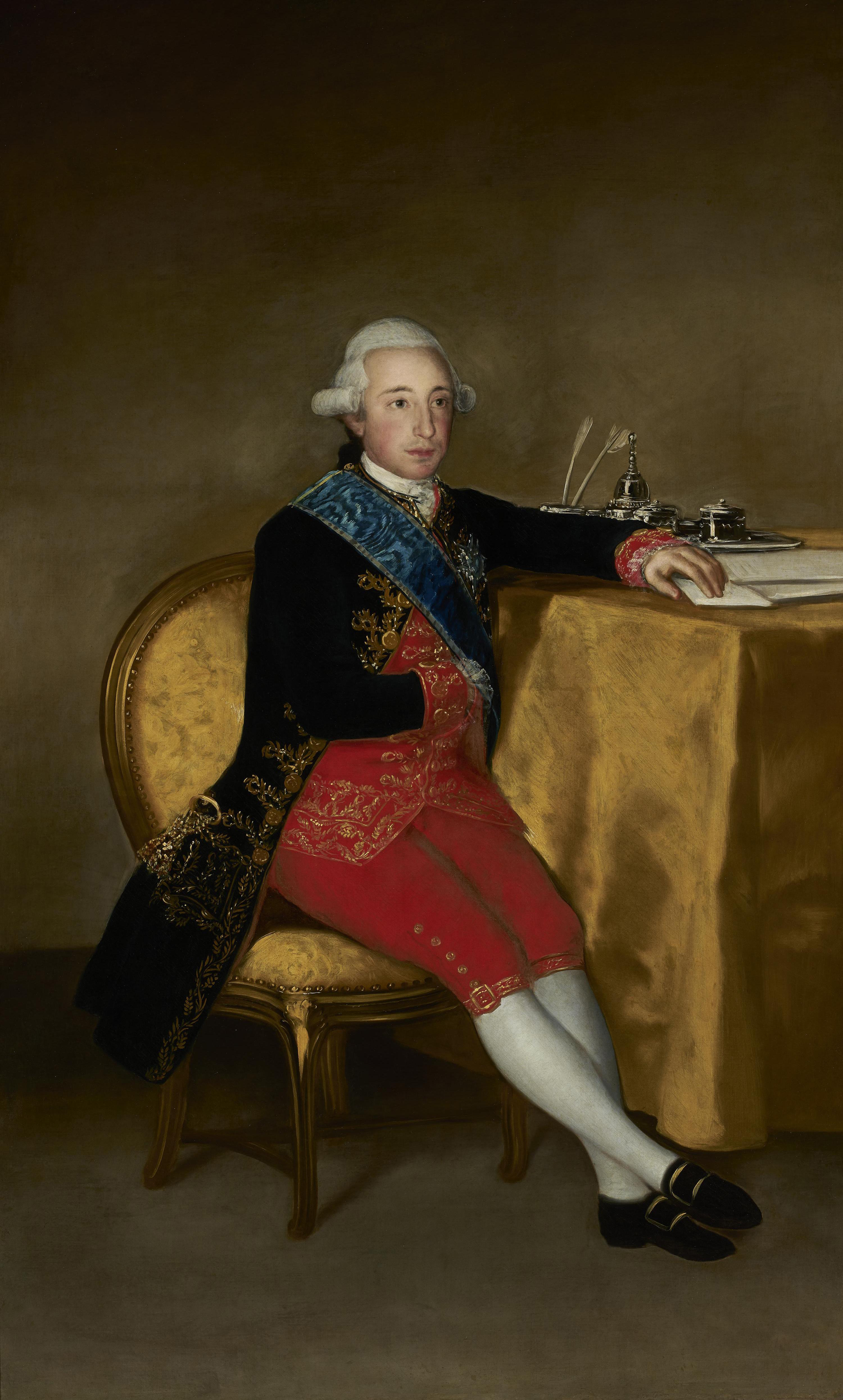
Висенте Хоакин Осорио де Москосо, 12-й граф де Альтамира, 15-й маркиз де Асторга, 15-й герцог де Македа, 13-й герцог де Медина де лас Торрес, 13-й герцог де Сесса (1756—1816

Герцог де Сесса — наследственный дворянский титул Испанского королевства. Он был создан 1 января 1507 году монархами Фердинандом Арагонским и Изабеллой Кастильской для знаменитого испанского полководца, «Великого капитана» Гонсало Фернандеса де Кордовы (1452—1515).
Название титула происходит от названия итальянского муниципалитета Сесса-Аурунка в регионе Кампания, провинция Казерта.

## Список герцогов де Сесса
|                                                              | Титул | Период                                                       |
| Креация создана испанскими монархами Фердинандом и Изабеллой | Креация создана испанскими монархами Фердинандом и Изабеллой | Креация создана испанскими монархами Фердинандом и Изабеллой |
| ------------------------------------------------------------ | --- | ------------------------------------------------------------ |
| I                                                            | Гонсало Фернандес де Кордова-и-Эррера (1 сентября 1453 — 2 декабря 1515), младший сын Педро Фернандеса де Кордовы, 5-го сеньора де Агилара де ла Фронтера и де Прьего | 1507—1515                                                    |
| II                                                           | Эльвира Фернандес де Кордова (ум. 18 сентября 1524), вторая дочь предыдущего                                                                                          | 1515—1524                                                    |
| III                                                          | Гонсало Фернандес де Кордова и Фернандес де Кордова (27 июля 1520 — 3 декабря 1578), старший сын предыдущей                                                           | 1524—1578                                                    |
| IV                                                           | Франсиска Фернандес де Кордова и Фернандес де Кордова (10 августа 1521 — 9 июня 1597), младшая сестра предыдущего                                                     | 1578—1597                                                    |
| V                                                            | Антонио Фернандес де Кордова и Кардона (3 декабря 1550 — 6 января 1606), сын предыдущей                                                                               | 1597—1606                                                    |
| VI                                                           | Луис Фернандес де Кордова и Арагон (25 января 1582 — 14 ноября 1642), сын предыдущего                                                                                 | 1606—1642                                                    |
| VII                                                          | Антонио Фернандес де Кордова и Рохас (1600 — январь 1659), единственный сын предыдущего                                                                               | 1642—1659                                                    |
| VIII                                                         | Франсиско Фернандес де Кордова и Пиментель (17 октября 1626 — 12 сентября 1688), второй сын предыдущего                                                               | 1659—1688                                                    |
| IX                                                           | Феликс Фернандес де Кордова и Фернандес де Кордова (1654 — 3 июля 1709), четвертый сын предыдущего                                                                    | 1688—1709                                                    |
| X                                                            | Франсиско Фернандес де Кордова и Арагон (20 сентября 1687 — 19 мая 1750), второй сын предыдущего                                                                      | 1709—1750                                                    |
| XI                                                           | Вентура Франсиска Фернандес де Кордова и Арагон (2 июня 1712 — 9 апреля 1768), единственная дочь предыдущего                                                          | 1750—1768                                                    |
| XII                                                          | Вентура Осорио де Москосо и Фернандес де Кордова (1731 — 6 января 1776), единственный сын предыдущей                                                                  | 1768—1776                                                    |
| XIII                                                         | Висенте Хоакин Осорио де Москосо-и-Гусман (17 января 1756 — 26 августа 1816), единственный сын предыдущего                                                            | 1783—1816                                                    |
| XIV                                                          | Висенте Исабель Осорио де Москосо-и-Альварес де Толедо (19 ноября 1777 — 31 августа 1838), старший сын предыдущего                                                    | 1816—1837                                                    |
| XV                                                           | Висенте Пио Осорио де Москосо и Понсе де Леон (22 июля 1801 — 22 февраля 1864), старший сын предыдущего                                                               | 1837—1864                                                    |
| XVI                                                          | Хосе Мария Осорио де Москосо и Карвахаль (12 апреля 1828 — 5 ноября 1881), старший сын предыдущего                                                                    | 1864—1881                                                    |
| XVII                                                         | Франсиско де Асис Осорио де Москосо и Бурбон (16 декабря 1847 — 18 января 1924), старший сын предыдущего                                                              | 1881—1924                                                    |
| XVIII                                                        | Франсиско Осорио де Москосо и Иордан де Уррьес (4 декабря 1874 — 5 апреля 1952), старший сын предыдущего                                                              | 1924—1952                                                    |
| XIX                                                          | Мария дель Перпетуо Сокорро Осорио де Москосо и Рейносо (30 июня 1899 — 20 октября 1980), старшая дочь предыдущего                                                    | 1952—1955                                                    |
| XX                                                           | Леопольдо Барон и Осорио де Москосо (2 января 1920 — 30 августа 1974), старший сын предыдущей                                                                         | 1955—1974                                                    |
| XXI                                                          | Гонсало Барон и Гавито (род. 5 февраля 1948), единственный сын предыдущего                                                                                            | 1974 — настоящее время                                       |